# 浅間山 (東京都)
浅間山（せんげんやま）は、東京都府中市にある標高79.6メートルの山。陸軍に利用されていたが、太平洋戦争後に払い下げられ、1970年6月1日に東京都立浅間山公園として開園した。
人見街道沿いにあり、歴史の書や絵に記されている。この周辺の地はかつて人見村であり、「人見山」とも呼ばれた。

## 地形
台地が河川によって削られて丘として残ったもので、府中市唯一の山である。堂山（79.6メートル）、前山、中山の3つの山により構成されている。周辺との比高は約30メートル。「人見四郎墓跡」が前山尾根にある。
太平洋戦争中は陸軍燃料廠があり、浅間山の麓の窪地などには航空燃料貯蔵タンクが設置されていた。また、陸軍の調布飛行場の戦闘機を隠蔽する場所としても利用された。
地質は多摩丘陵と同じく三浦層群からなり、その上に御殿峠礫層（古相模川によるもので多摩丘陵北部に分布）、関東ローム層も見られ、武蔵野台地成立前に遡る古い多摩川が削って残した残丘（浸食丘）と考えられる（アーカイブ）。御殿峠礫層がある点で稲城南山とは異なっている。。

## 生態系
樹木はコナラ、クヌギ、イヌシデなどがあり、武蔵野の面影を残す雑木林である。その他の植生としては、日本で唯一の「ムサシノキスゲ」の自生地があり、5月頃に開花する。このほかキンラン、ギンラン、ヤマユリなどの山野草が見られる。
野鳥も多く、地元住民などによる「浅間山自然保護会」が植物・野鳥の保護や見学イベントを行なって。

## 浅間神社
山頂には円形の古墳があり、その上に浅間神社（人見浅間神社）の祠がある。堂山の頂上に鎮座する。祭神は木花開耶姫命。祭日は、四月一日。神社誌によると「祭神木花佐久夜比命・由緒鎮座の起源年月未詳　社殿間口二尺奥行二尺但し『石ノ宮』境内百坪　立木十五本　信徒五十九人」となっている。ご神体は十一面観音立像。

## ギャラリー

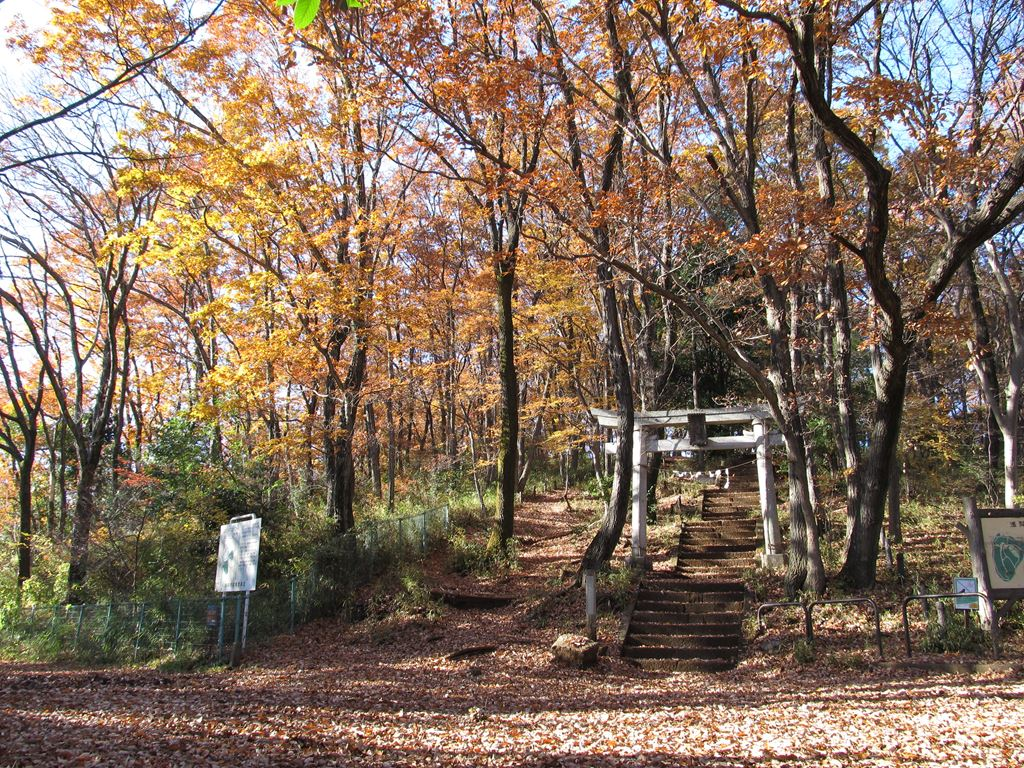
浅間山。浅間神社。男坂。
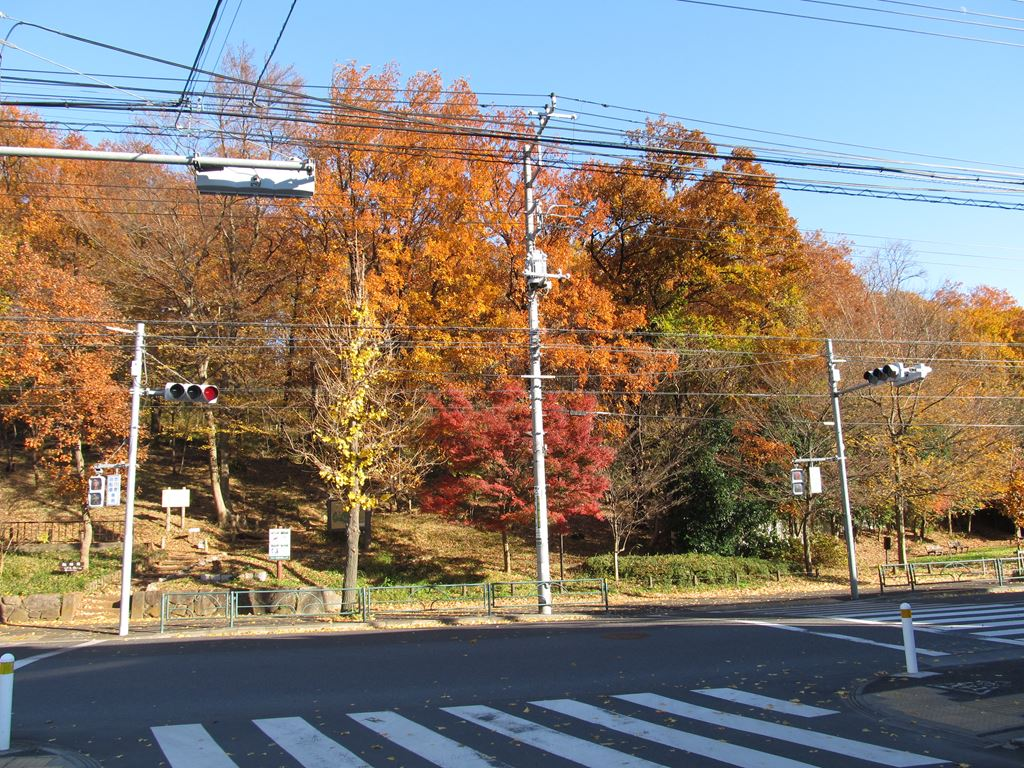
浅間山。西方より。女坂。
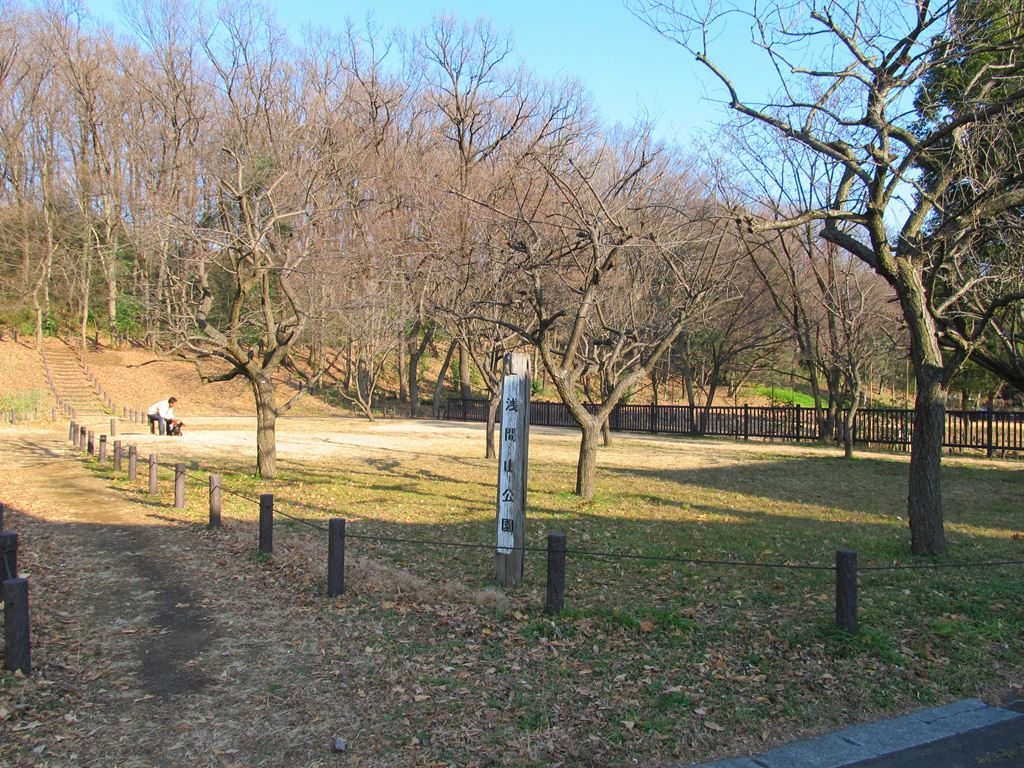
浅間山公園より。
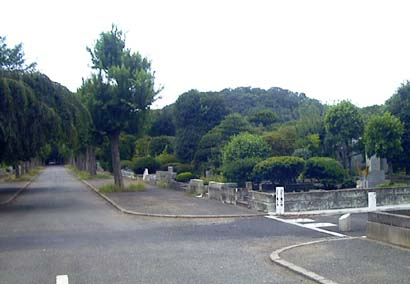
多磨霊園から
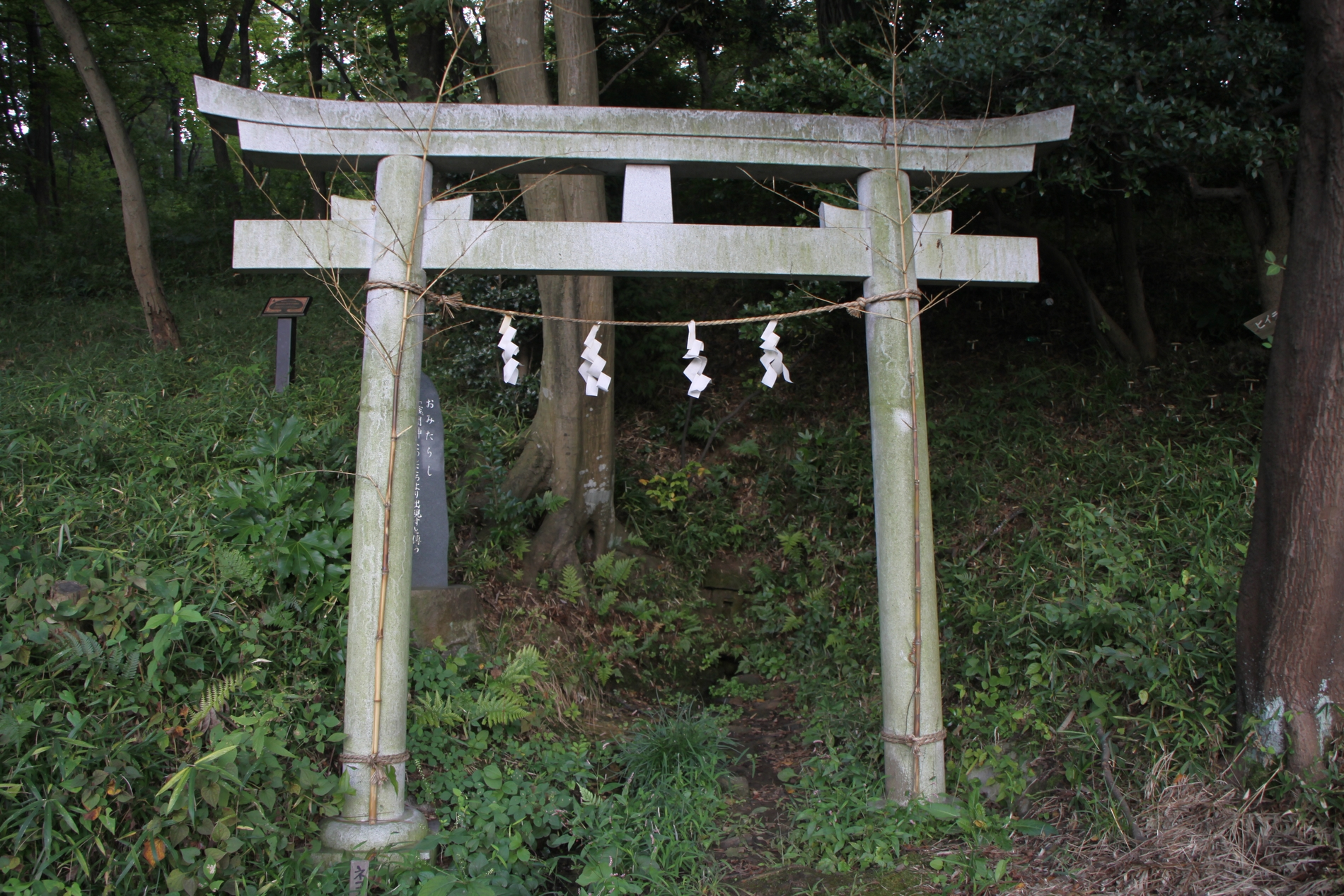
水手洗（みたらし）神社
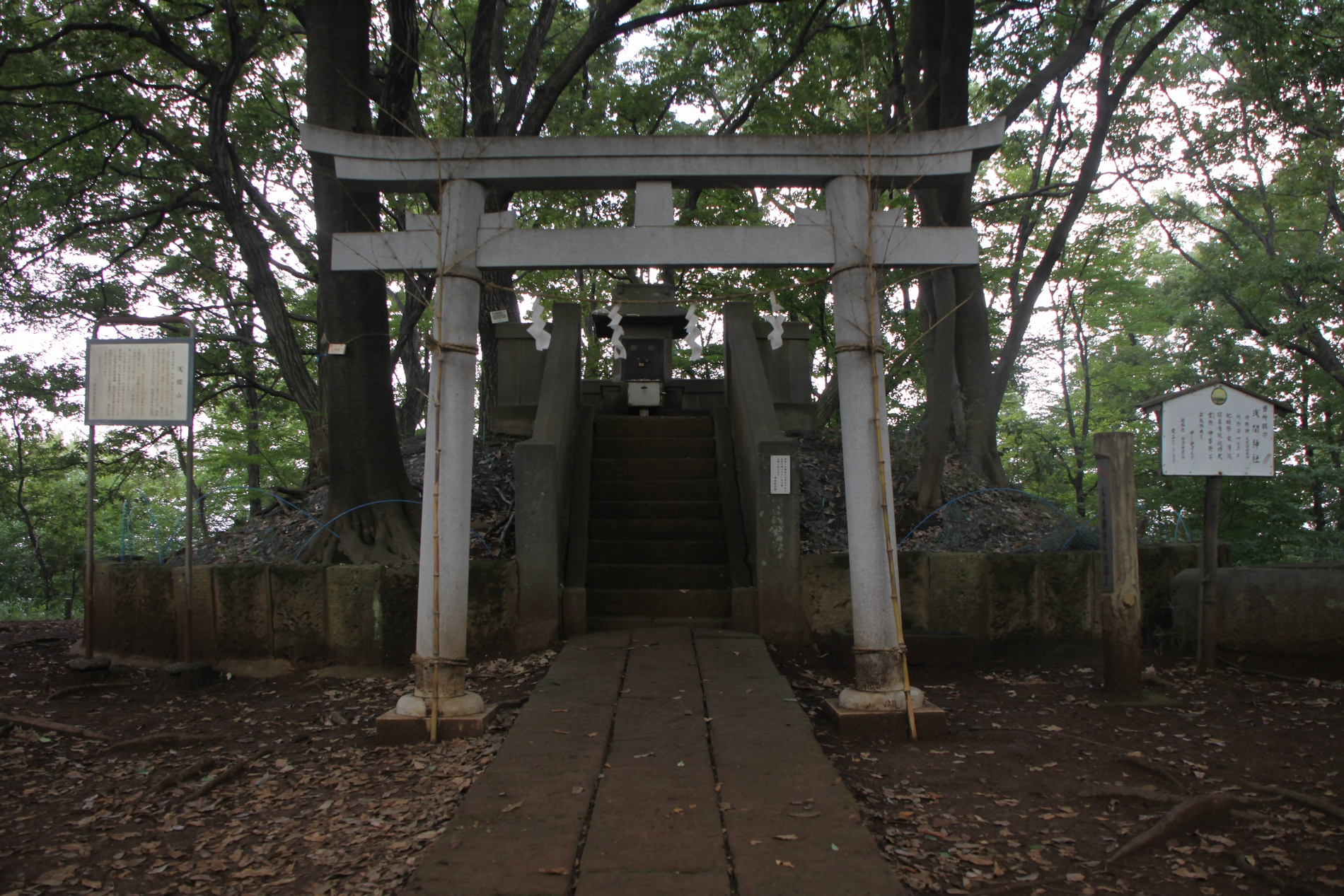
浅間神社
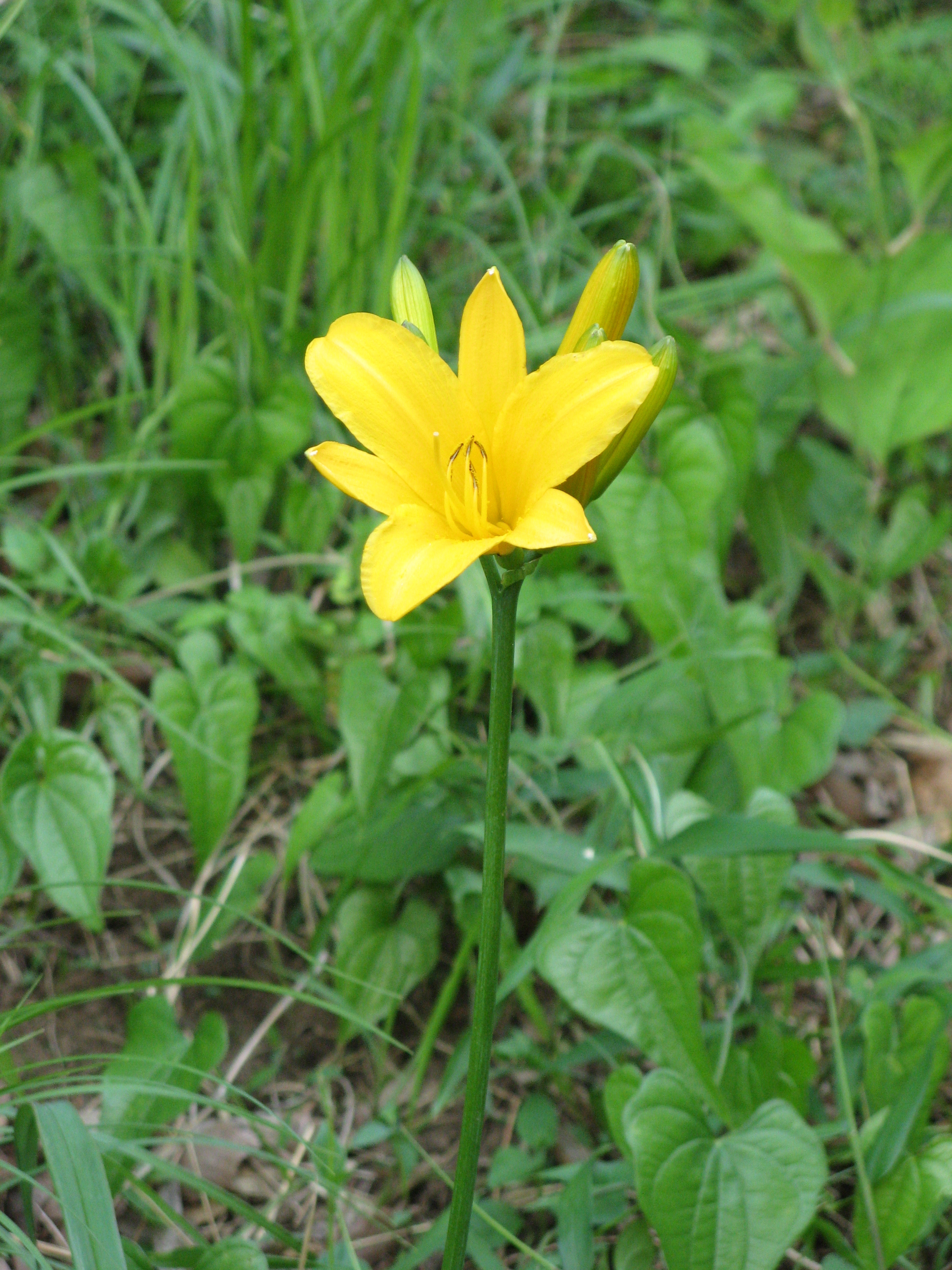
ムサシノキスゲ
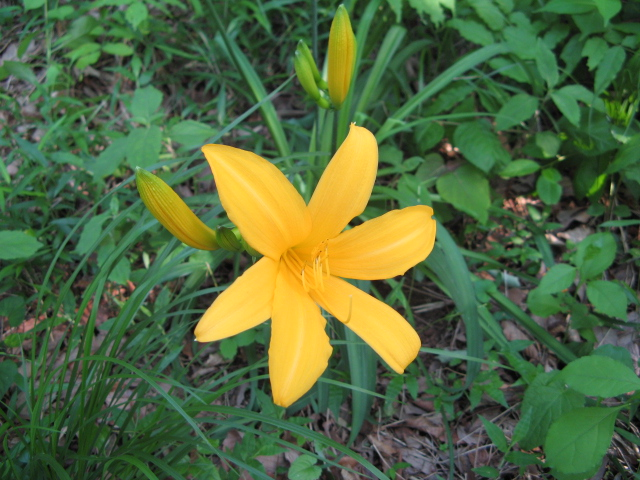
ムサシノキズゲ
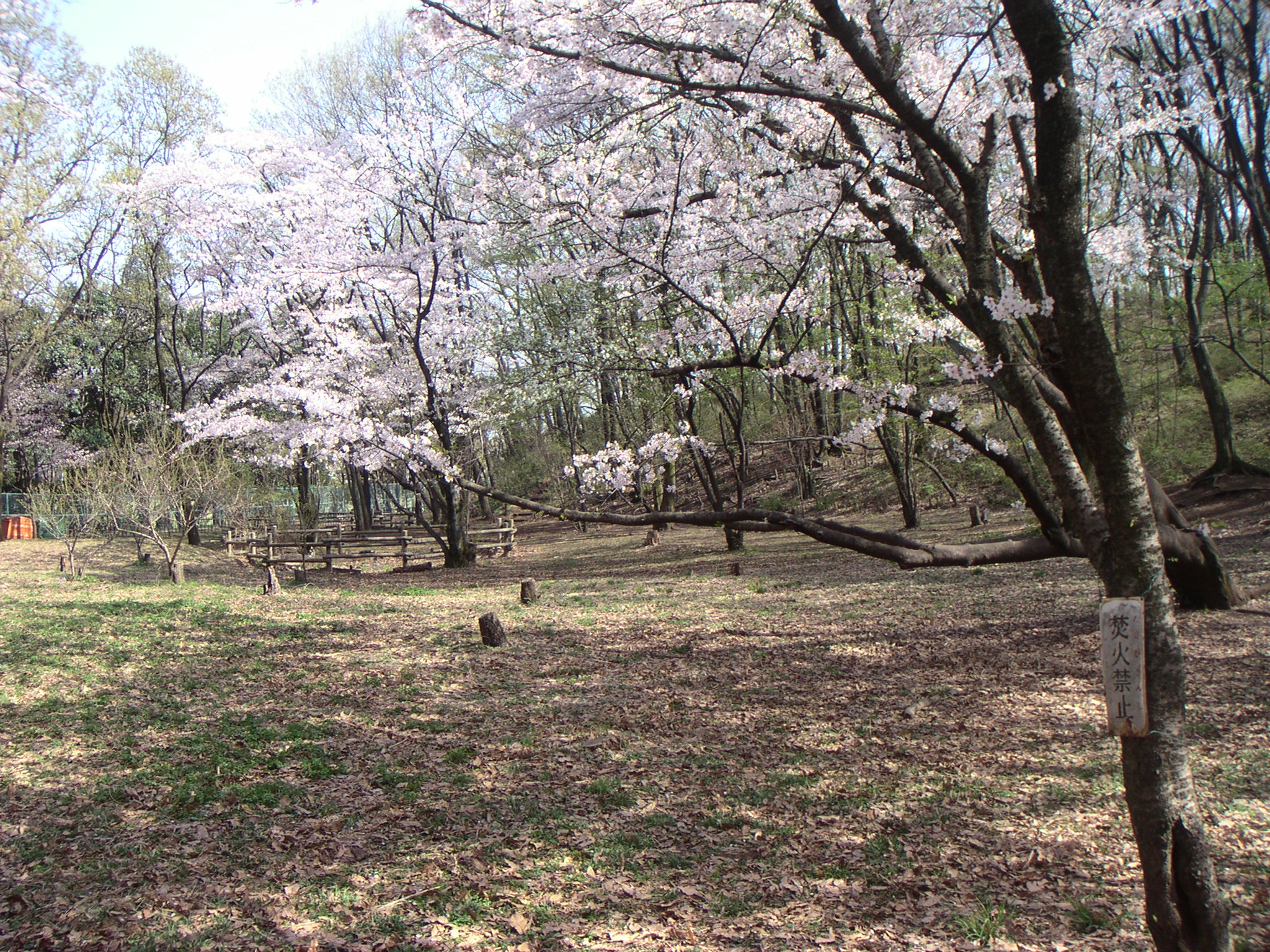
桜
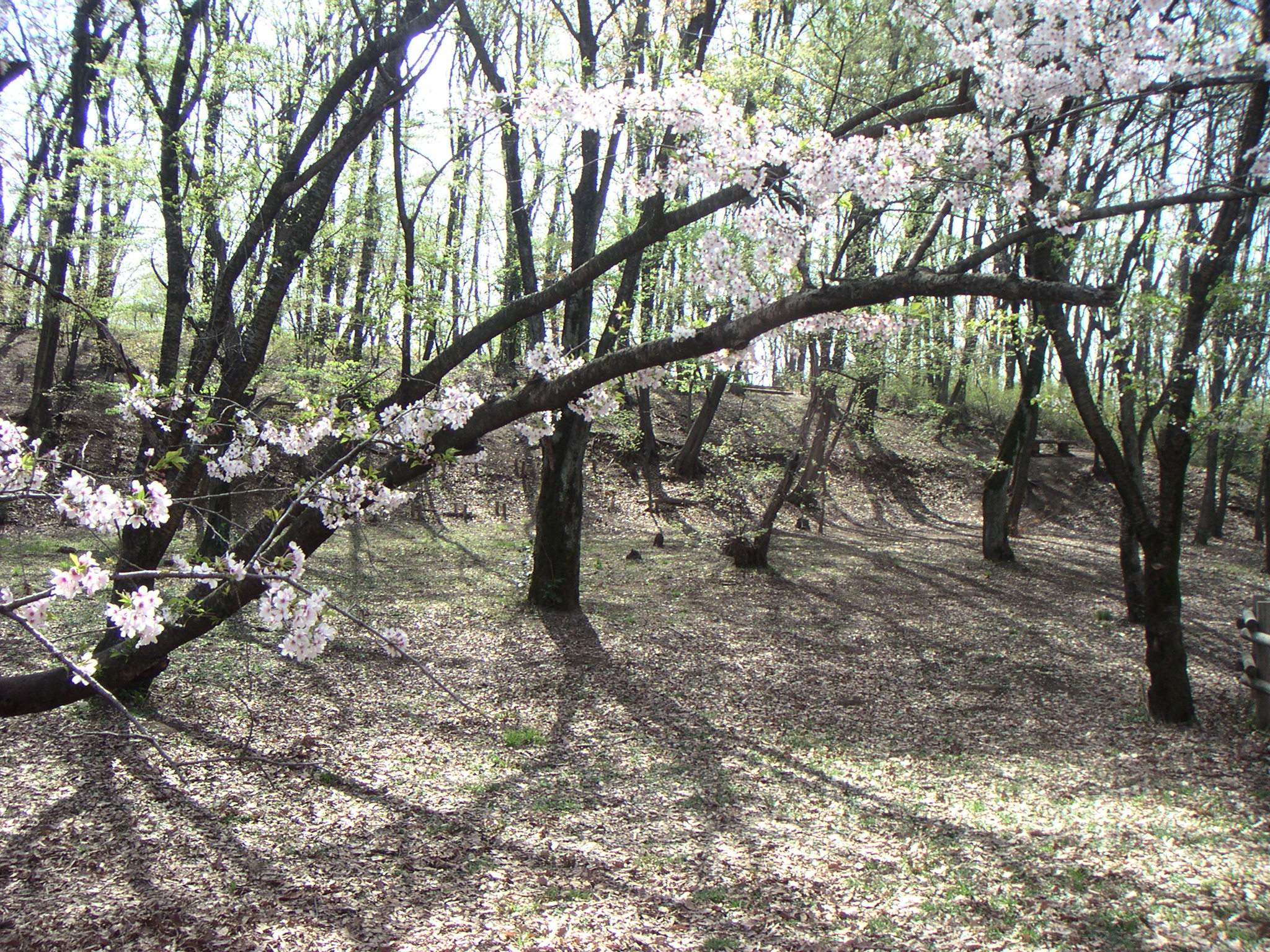
桜
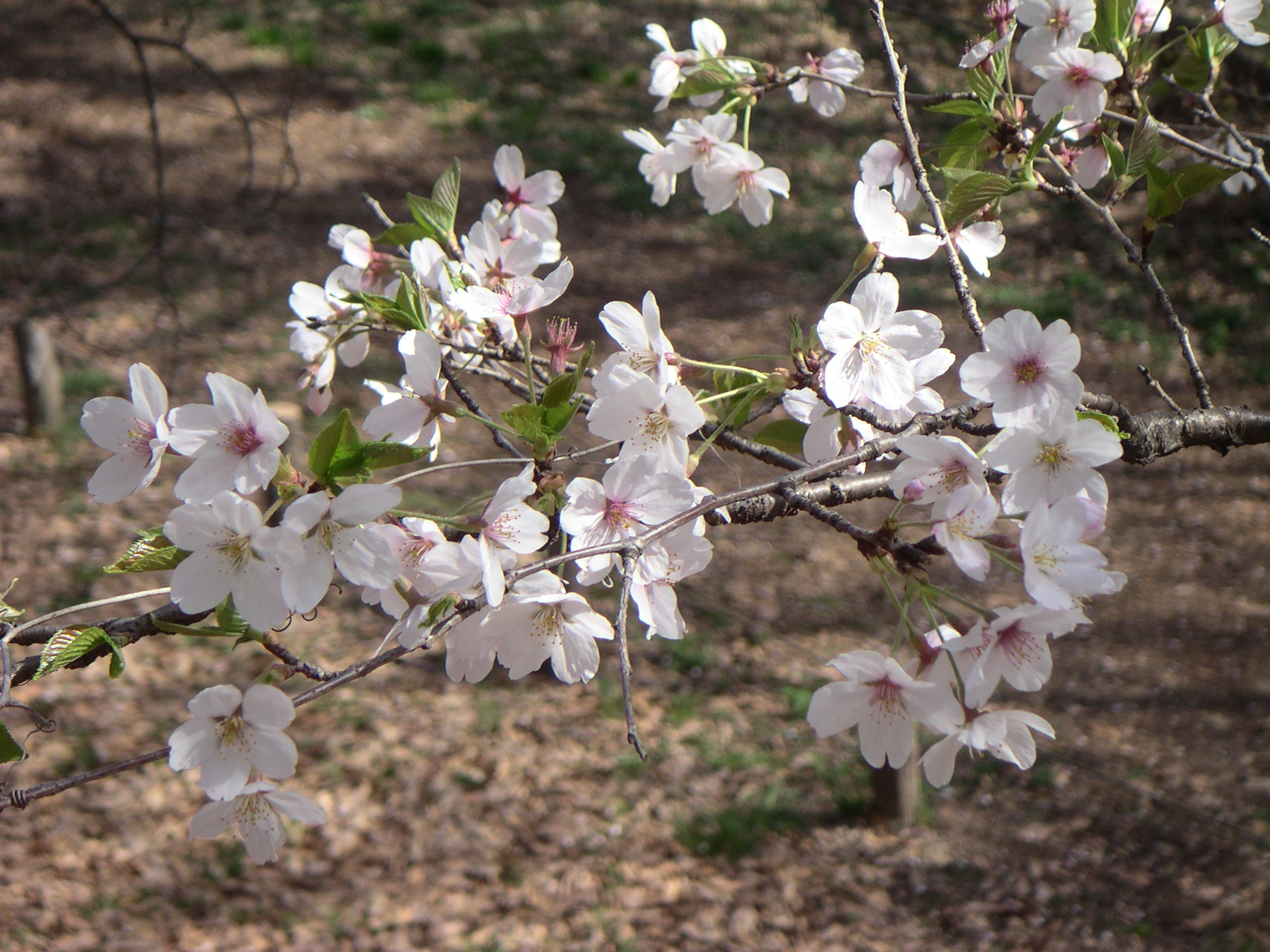
桜

## アクセス
所在地
東京都府中市浅間町四丁目と若松町五丁目にまたがる一帯。
アクセス
JR中央線武蔵小金井駅あるいは京王線東府中駅より京王バスにて「浅間山公園」下車。
東府中駅より徒歩約18分。
北西角道路沿いに駐輪場。駐車場は無い。